# カールトン・カレッジ

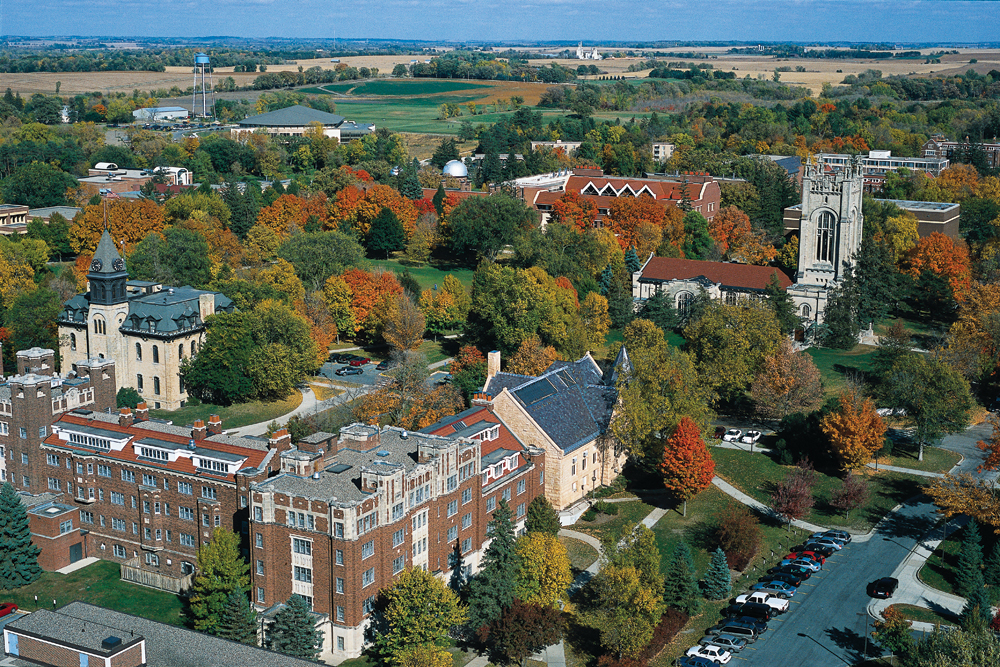
カールトン・カレッジ

カールトン・カレッジ（Carleton College）は、アメリカ合衆国ミネソタ州ノースフィールドにある中西部有数の名門リベラル・アーツ・カレッジ。1866年11月14日に設立。
USニューズ&ワールド・レポート誌の大学ランキングでは、リベラル・アーツ・カレッジ部門で常にトップ10を維持し、2021年現在、8年連続でU.S. News & World Reportから全米1位の学部教育(#1 Best Undergraduate Teaching)との評価を受けている。ヒドゥン・アイビーの一校に数えられる。
在学生のSAT Composite Rangeは1430 - 1550、ACT は32-33。合格率は17%で入学・卒業難易度が共に非常に高く、米国の大学ランキングでは常に最上位グループに位置する。潤沢な資金により、奨学金が充実している。
留学生はTOEFL 100点（iBT)以上のスコアとSAT Reasoning Test 又はACTのスコアの提出が必要。人気の専攻分野は社会科学(22%)、物理･化学(13%)、生物･生命科学(11%)等となっている。
カールトン・カレッジのミッション（使命）は学部学生に最高の教養（リベラル・アーツ）教育をすることであり、大学院はない。米国では珍しく3学期制をとる大学で、1学期10週間、履修科目を集中的に学ぶ。
全米の多くのリベラル・アーツ・カレッジ同様少数精鋭制をとり、学生数は一学年約500人で、総数約2,000人である。それに対し、常勤（フルタイム）の教官が200名以上である。97%の教官はPh.D.あるいは担当分野の最高の学位を有する。

## ランキング
- US ニューズ＆ワールドレポートUndergraduate Teaching 2017[1] 全米1位
- フォーブス(雑誌) Best College in Midwest[2] 全米1位
- Washington Monthly Best Liberal Arts College[2] 全米2位
- Brookings Institute 最も価値のある大学[2] 全米5位

なお、カールトン・カレッジも含め、リベラルアーツカレッジのほとんどは、学部教育を専門とし、大学院を持たないため、例えばタイムズ・ハイアー・エデュケーションによるThe World University Rankingsなどの世界の総合大学ランキングには参加しない。また、ランキングを作成する機関によって基準が異なること、米国では進学大学を決定する際に、授業料・奨学金の額等の金銭的な面が大きくものを言うことなどから、カールトン・カレッジに合格しても、ランキングを落とした別の大学に進学する生徒も然程珍しくはなく、その逆も同様である。

## 特徴
- 一クラス平均18人、学生対教官の割合は9：1
- 61%の授業は、20名以下の少人数である。一つのクラスで受講者が50名を越える授業がない。
- すべての授業は教官によってなされる。ティーチングアシスタントが教えることはない。
- 1学期10週間、年度を3学期に分けるトライメスター制を採用している。
- USニューズ&ワールド・レポート誌の学部学生に対する教育ランキング部門でリベラルアーツ・カレッジの中で2017年の第１位にランキングされた 。
- キャンパスは約1,040エーカー(4.2平方キロメートル)
- 留学生は42カ国から集まっている。学生の8%
- 卒業生の約30%が卒業して1年以内にハーバード、エール大学、UCバークレーなどの大学院やメディカルスクールへ進学。
- メディカルスクール進学に定評があり、過去10年では応募者の平均75％がシカゴ大学、ミシガン大学などに合格している。
- 卒業生のPh.D.取得者の割合が非常に高い大学のひとつである。過去20年間において大学院を持たない大学の中で第2位(16.4%)の割合でPh.D.を取得している。
- 卒業生のロー・スクールへの志願者の約90%は合格している。
- 学生の男女比は女性51％、男性49％。90％はキャンパス内に住む。
- 白人が75%以上、東洋系が10%。
- 小さな町に立地し、冬は寒く、－40°Cまで下がることがある。
- USニューズ&ワールド・レポート誌の卒業生が母校に寄付する割合のランキング 、愛校心の指標、で第4位にランクされている。
- 小さな Jo Ryo En静聆園 という日本庭園がある。
- 大学の個別制度で日本人を対象としたものとしては、Starr Scholarship奨学金がある。
- コロンビア大学、セントルイス・ワシントン大学 とEngineerの3-2Program(学士と修士を5年間で取得する課程)を組んでいる。
- Associated Kyoto Program AKPプログラム に参加している大学のひとつである。
- NCAA division IIIに属する19の運動部varsityチーム（フットボール、野球、陸上競技、テニス、ソフトボール、バスケットボール、クロスカントリー、ゴルフ、サッカー、水泳、陸上競技、バレーボール）がある。大学のアスレチック・チーム名称は Knights。カールトン・カレッジはマカレスター大学やセント・オラフ・カレッジなどとともにMIAC(Minnesota Intercollegeate Athletic Conference に所属している。25％の学生が運動部に所属している。そのほかに合気道、空手、アイス・ホッケー、ラクロス、テコンドーなど多くのクラブ・スポーツや同好会がある。

## 専攻
37専攻で学士の学位を取得可能
- African/African American Studies　アフリカ/アフリカンアメリカン研究
- American Studies　アメリカ研究
- Art History　美術史
- Asian Studies　アジア研究
- Biology　生物学
- Chemistry　化学
- Cinema and Media Studies
- Classical Languages　古典語
- Classical Studies　古典学
- Computer Science　コンピューター科学
- Dance (available by petition)
- Economics　経済学
- English　英文学
- Environmental Studies　環境学
- French
- French and Francophone Studies
- Geology　地質学
- German
- Greek
- History　歴史
- Latin
- Latin American Studies　ラテンアメリカ研究
- Linguistics　言語学
- Mathematics (two tracks: Mathematics and Mathematics/Statistics)　数学および数学/統計学
- Music　音楽
- Philosophy　哲学
- Physics and Astronomy　物理学･天文学
- Political Science (two tracks: Political Science and Political Science/International Relations)
- Psychology　心理学
- Religion　宗教
- Romance Languages(available by petition)
- Russian
- Sociology and Anthropology　社会学人類学
- Spanish
- Studio Art
- Theater Arts
- Women's and Gender Studies　女性およびジェンダー研究

## 著名な出身者
- マイケル・ヘイデン・アマコスト Michael Hayden Armacost（アメリカの元駐日大使）
- ジェフ・バーグランド (京都外国語大学教授)
- ソースティン・ヴェブレン Thorstein Veblen（アメリカの経済学者・社会学者）
- アンソニー・ダウンズ Anthony Downs（アメリカの政治学者）
- ウォルター・アルバレス Walter Alvarez (父のノーベル物理学賞受賞者ルイ・アルヴァレとともに恐竜絶滅の隕石衝突説をはじめて唱えた。カリフォルニア大学バークレー校教授)
- ロバート・バーグマン (アメリカの化学者　正宗・バーグマン環化の発見 カリフォルニア大学バークレー校教授)
- W. Gary Ernst (地球科学、環境学地質学者　スタンフォード大学名誉教授)
- バーバラ・フレドリクソン Barbara Fredrickson (ノースカロライナ大学心理学教授　ポジティブな考え方の作用の研究で有名 著書邦訳『ポジティブな人だけがうまくいく3:1の法則』)
- Todd R. Golub (ヒト・ゲノム情報を利用したがん関連遺伝子解析研究者 Broad Institute of Harvard and MIT の設立メンバー)
- リン・ハント Lynn Avery Hunt (アメリカの歴史学者。カリフォルニア大学ロサンゼルス校教授)
- スティーブン・ハベル Stephen P. Hubbell (アメリカの生態学環境学者。『生物多様性学と生物地理学の統一中立理論』を提唱。カリフォルニア大学ロサンゼルス校教授)
- ジェームス・ボーウィー James Bowie (アメリカの生化学者。主に膜タンパク質の構造研究。カリフォルニア大学ロサンゼルス校教授)
- メアリー＝クレア・キング Mary-Claire_King (アメリカの遺伝学者　17番染色体の乳がん抑制遺伝子BRCA1の研究やヒトとチンパンジーの遺伝子比較の研究で有名　ワシントン大学 (ワシントン州)遺伝学教授)
- ランドール・w・キング Randall W. King (ハーバード大学細胞生物学準教授　細胞分裂の研究)
- ジミー・コルカーJimmy Kolker (ユニセフUNICEF HIV/AIDSプログラム元責任者)
- ジェイコブ・ルー ジャック・ルー Jacob "Jack" Lew　アメリカ合衆国の政治家。元アメリカ合衆国大統領首席補佐官。アメリカ合衆国財務長官に指名された。後にハーバード大学に転学。
- デニス・メドウズ Dennis Meadows (アメリカ合衆国の環境学者。2009年日本国際賞受賞)
- バリー・M・オズボーン Barrie M. Osborne（映画『ロード・オブ・ザ・リング』、『マトリックス』などのプロデューサー）
- Kai Bird （ピューリッツァー賞受賞の作家・コラムニスト）
- Lila Abu-Lughod (エジプトのベドウィン研究やイスラム圏の女性の人権問題などの研究者。コロンビア大学教授)
- Jonathan Capehart (ジャーナリスト　ワシントン・ポスト紙　編集者)
- Robert C. Allen (経済史研究者。オクスフォード大学教授)
- 北村洋 （ウィリアム・アンド・メアリー大学教授）
- アンソニー・ミント Anthony Myint　(ミッション・ストリート・フード創設者)
- TJ・スタイルズ T.J. Stiles 作家　2009年全米図書賞、2010年ピューリッツァー賞受賞。松濤館流空手五段。
- スティーヴン・ソーセット Stephen E. Thorsett 天文学者　ウィラメット大学学長
- ローラ・ヴェアーズ（ヴェイアーズ） Laura Veirs (シンガーソングライター)
- Karen Tei Yamashita (山下てい　作家　カリフォルニア大学サンタクルーズ校　準教授)
- 山田重夫（駐米大使）
- デイビッド・ウェルナ David Welna (ジャーナリスト　アメリカ公共放送ナショナル・パブリック・ラジオNPR　議会担当　2011年 Everett McKinley Dirksen Awards 受賞)
- Peter A Ubel (デューク大学教授　行動科学者　医者が自分が病気になったときの治療法の選択についての研究など)

## 北米再編ドルイド宗団
1963年春、カールトン・カレッジで学生に宗教的会合への出席を要求する学則が施行された。「自分の」宗教の礼拝に参加することが要件の一つであったため、一部学生グループが北米再編ドルイド宗団(en : the Reformed Druids of North America (RDNA))というネオドルイド教団を結成してこれに対抗した。もし学生によるお手製の宗教で要件が満たされれば、主に一神教を想定した大学側の目論見は的外れであったことになり、もし満たされなければ大学側を宗教差別で糾弾することができるからである。教団メンバーの活動の成果もあって問題の学則は1964年6月に廃止されたが、教団はその後も活動を続け、アメリカにおけるネオドルイド運動の嚆矢となった。2011年現在も活動は存続している。